# Hanja
Hanja (»handža«, hangul: 한자, hanja: 漢字) naziv je za posebne znakove kineskog pisma koji se koriste za zapisivanje korejskog jezika.
Hanja (ko. 한자어, 漢字語) koristi se za pisanje sino-korejskih riječi, odnosno korejskih riječi kineskog podrijetla, dok se hanmun (ko. 한문, 漢文) koristi za pisanje literarnog kineskog. Znakovi hanje nisu prolazili kroz reforme pisanja i bliski su tradicionalnom kineskom pismu. Mali broj znakova hanje je izmijenjen ili jedinstven korejskom jeziku, za razliku od modernog, pojednostavljenog pisma koje se koristi u Kini, Maleziji i Singapuru.

## Povijest
Iako je Sejong Veliki 1466. godine proglasio hangul službenim pismom, nije ušao u široku službenu upotrebu sve do kraja 19. i početka 20. stoljeća. Dotada je bilo potrebno tečno čitati i pisati hanjom. Dokumenti na korejskom jeziku, uključujući povijesne zapise i književnost, pisani su do suvremenog razdoblja u prvom redu na kineskom književnog jeziku koristeći hanju kao pismo. Dobro radno poznavanje kineskih znakova još uvijek je važno za svakoga tko želi proučavati stare tekstove iz Koreje. Iskustvo s hanjom također je korisno za razumijevanje etimologije sino-korejskih riječi kao i za proširenje korejskog vokabulara.
Hanja se u prošlosti koristila za pisanje izvorno korejskih riječi, ali od 20. stoljeća Korejci koriste hanju samo za pisanje sino-korejskih riječi, dok se izvorne korejske riječi i posuđenice iz drugih jezika pišu hangulom. Prema Rječniku standardnog korejskog jezika koji je objavio Nacionalni institut za korejski jezik (NIKL), približno polovica (50 %) korejskih riječi su sino-korejske, uglavnom u akademskim područjima (znanost, vlada i društvo). Drugi rječnici, kao što je Urimal Keun Sajeon, tvrde da bi ovaj broj mogao biti bliži 30 %.

## Obrazovanje

### Južna Koreja
U Južnoj Koreji podučavanje hanje počinje u 7. razredu i nastavlja se do završetka srednje škole u 12. razredu. Uči se ukupno 1800 hanja znakova, 900 do 10. razreda i 900 nakon 10. razreda.

### Sjeverna Koreja
Sjeverna Koreja od 1969. godine podučava učenike 5. do 8. razreda 1500 znakova hanje, s dodatnih 500 znakova za srednjoškolce. Na višim stupnjevima obrazovanja ovaj broj raste na ukupno 3000.